# Кинокритик
Кинокри́тик (англ. film critic) — специалист, анализирующий кинематографический процесс, рецензирующий фильмы. Отражая свои впечатления в рецензиях на фильмы, кинокритик высказывает своё мнение о достоинствах и недостатках произведения. Иногда кинокомпании специально нанимают кинокритиков для составления положительной рецензии и публикации её в прессе и веб-сайтах, чтобы привлечь дополнительную аудиторию к кинопродукции. Кинокритики России, как правило, входят в Гильдию киноведов и кинокритиков.